# Memorial Cup 2014
Der Memorial Cup 2014 war die 96. Ausgabe des gleichnamigen Turniers, des Finalturniers der Canadian Hockey League. Teilnehmende Mannschaften waren als Meister ihrer jeweiligen Ligen die Guelph Storm (Ontario Hockey League), die Foreurs de Val-d’Or (Ligue de hockey junior majeur du Québec) und die Edmonton Oil Kings (Western Hockey League), sowie die London Knights (Ontario Hockey League), die als Gastgeber automatisch qualifiziert waren. Das Turnier fand vom 16. bis 25. Mai in den Budweiser Gardens in London, Ontario statt.
Die Edmonton Oil Kings gewannen nach einem Finalsieg gegen die Guelph Storm ihren ersten Memorial Cup.

## Bewerbungen
Die London Knights setzten sich bei der Bewerbung um die Austragung des Turniers gegen die Kandidaturen der Barrie Colts und der Windsor Spitfires durch.

## Ergebnisse

### Gruppenphase
| 16. Mai 2014 19:00 Uhr (Ortszeit) | London Knights | 0:1 (0:1, 0:0, 0:0) Spielbericht | Foreurs de Val-d’Or Anthony Mantha (16:20) | Budweiser Gardens, London, Ontario Zuschauer: 8.863 |

| 17. Mai 2014 16:00 Uhr | Edmonton Oil Kings Henrik Samuelsson (21:19) Ashton Sautner (21:46) | 2:5 (0:1, 2:2, 0:2) Spielbericht | Guelph Storm Kerby Rychel (19:55) Kerby Rychel (27:40) Brock McGinn (34:52) Tyler Bertuzzi (45:46) Tyler Bertuzzi (55:49) | Budweiser Gardens, London, Ontario Zuschauer: 8.824 |

| 18. Mai 2014 19:00 Uhr | Edmonton Oil Kings Reid Petryk (9:42) Edgars Kulda (26:05) Edgars Kulda (38:04) Luke Bertolucci (45:54) Luke Bertolucci (58:23) | 5:2 (1:0, 2:1, 2:1) Spielbericht | London Knights Alex Basso (36:12) Dakota Mermis (49:27) | Budweiser Gardens, London, Ontario Zuschauer: 8.863 |

| 19. Mai 2014 19:00 Uhr | Foreurs de Val-d’Or Randy Gazzola (31:59) Timotej Sille (32:55) Anthony Beauregard (52:32) | 3:6 (0:3, 2:3, 0:1) Spielbericht | Guelph Storm Kerby Rychel (0:59) Zack Mitchell (4:00) Jason Dickinson (5:50) Pius Suter (28:13) Robby Fabbri (36:04) Tyler Bertuzzi (39:52) | Budweiser Gardens, London, Ontario Zuschauer: 8.796 |

| 20. Mai 2014 19:00 Uhr | Foreurs de Val-d’Or Shawn Ouellette-St-Amant (17:04) Pierre-Maxime Poudrier (29:38) Samuel Henley (55:49) Anthony Richard (81:15) | 4:3 n. V. (1:2, 1:0, 1:1, 0:0, 1:0) Spielbericht | Edmonton Oil Kings Reid Petryk (6:22) Curtis Lazar (9:00) Henrik Samuelsson (45:46) | Budweiser Gardens, London, Ontario Zuschauer: 8.745 |

| 21. Mai 2014 19:00 Uhr | Guelph Storm Scott Kosmachuk (5:56) Scott Kosmachuk (12:44) Tyler Bertuzzi (22:23) Tyler Bertuzzi (36:05) Jason Dickinson (41:20) Scott Kosmachuk (48:01) Marc Stevens (57:14) | 7:2 (2:1, 2:1, 3:0) Spielbericht | London Knights Brett Welychka (17:05) Josh Anderson (25:34) | Budweiser Gardens, London, Ontario Zuschauer: 8.863 |

#### Abschlusstabelle
| Pl. |                                                               | Sp. | S | N | Pkt. | Tore  | Diff. |
| --- | ------------------------------------------------------------- | --- | - | - | ---- | ----- | ----- |
| 1.  | Guelph Storm (Ontario Hockey League)                          | 3   | 3 | 0 | 6    | 18:07 | +11   |
| 2.  | Foreurs de Val-d’Or (Ligue de hockey junior majeur du Québec) | 3   | 2 | 1 | 4    | 08:09 | −1    |
| 3.  | Edmonton Oil Kings (Western Hockey League)                    | 3   | 1 | 2 | 2    | 10:11 | −1    |
| 4.  | London Knights (Gastgeber; Ontario Hockey League)             | 3   | 0 | 3 | 0    | 04:13 | −9    |

Abkürzungen: Pl. = Platz, Sp. = Spiele, S = Siege, N = Niederlagen, Pkt. = Punkte, Diff. = Tordifferenz

Erläuterungen: Qualifiziert für das Finale, Qualifiziert für das Halbfinale

### Halbfinale
Das Halbfinalspiel zwischen den Foreurs de Val-d’Or und den Edmonton Oil Kings ging mit einer Länge von 102:42 Minuten als längstes Spiel der Turniergeschichte in die Rekordbücher des Memorial Cups ein. Mit seinem Tor in der dritten Overtime erzielte Curtis Lazar den spielentscheidenden Treffer.
| 23. Mai 2014 19:00 Uhr | Foreurs de Val-d’Or Phil Pietroniro (1:49) Randy Gazzola (37:52) Guillaume Gélinas (59:24) | 3:4 n. V. (1:1, 1:2, 1:0, 0:0, 0:0, 0:1) Spielbericht | Edmonton Oil Kings Mads Eller (9:00) Mitchell Moroz (26:34) Edgars Kulda (29:45) Curtis Lazar (102:42) | Budweiser Gardens, London, Ontario Zuschauer: 8.776 |

### Finale
| 25. Mai 2014 16:00 Uhr | Guelph Storm Robby Fabbri (1:00) Stephen Pierog (16:36) Zack Mitchell (43:23) | 3:6 (2:1, 0:3, 1:2) Spielbericht | Edmonton Oil Kings Cody Corbett (9:38) Tyler Robertson (21:58) Edgars Kulda (26:06) Mitchell Moroz (34:19) Henrik Samuelsson (45:00) Henrik Samuelsson (58:34) | Budweiser Gardens, London, Ontario Zuschauer: 8.863 |

## Spieler

### Memorial-Cup-Sieger
| Memorial-Cup-Sieger Edmonton Oil Kings | Torhüter: Tristan Jarry, Tyler Santos Verteidiger: Ben Carroll, Cody Corbett, Aaron Irving, Dysin Mayo, Jesse Mills, Blake Orban, Griffin Reinhart, Ashton Sautner Angreifer: Brandon Baddock, Lane Bauer, Cole Benson, Luke Bertolucci, Mads Eller, Riley Kieser, Edgars Kulda, Curtis Lazar, Mitchell Moroz, Reid Petryk, Brett Pollock, Brandon Ralph, Tyler Robertson, Henrik Samuelsson, Mitchell Walter Cheftrainer: Derek Laxdal General Manager: Randy Hansch |

### Beste Scorer
Abkürzungen: GP = Spiele, G = Tore, A = Assists, Pts = Punkte, PIM = Strafminuten
| Spieler           | Team     | GP | G | A | Pts | PIM |
| ----------------- | -------- | -- | - | - | --- | --- |
| Henrik Samuelsson | Edmonton | 5  | 4 | 4 | 8   | 4   |
| Edgars Kulda      | Edmonton | 5  | 4 | 3 | 7   | 4   |
| Kerby Rychel      | Guelph   | 4  | 3 | 4 | 7   | 0   |
| Robby Fabbri      | Guelph   | 4  | 2 | 4 | 6   | 4   |
| Cody Corbett      | Edmonton | 5  | 1 | 5 | 6   | 2   |
| Tyler Bertuzzi    | Guelph   | 4  | 5 | 0 | 5   | 10  |
| Scott Kosmachuk   | Guelph   | 4  | 3 | 2 | 5   | 4   |
| Jason Dickinson   | Guelph   | 4  | 2 | 3 | 5   | 2   |
| Zack Mitchell     | Guelph   | 4  | 2 | 3 | 5   | 5   |
| Brock McGinn      | Guelph   | 4  | 1 | 4 | 5   | 2   |

### Beste Torhüter
Abkürzungen: GP = Spiele, W = Siege, L = Niederlagen, SA = Schüsse gehalten, GA = Gegentore, SO = Shutouts, GAA = Gegentorschnitt, Sv% = gehaltene Schüsse (in %), SO = Shutouts, TOI = Eiszeit (in Minuten)
| Spieler        | Team     | GP | W | L | SA  | GA | GAA  | Sv%   | SO | TOI |
| -------------- | -------- | -- | - | - | --- | -- | ---- | ----- | -- | --- |
| Antoine Bibeau | Val-d’Or | 4  | 2 | 2 | 191 | 13 | 2.76 | 0.932 | 1  | 282 |
| Justin Nichols | Guelph   | 4  | 3 | 1 | 163 | 12 | 3.02 | 0.926 | 0  | 239 |
| Tristan Jarry  | Edmonton | 5  | 3 | 2 | 189 | 17 | 2.80 | 0.910 | 0  | 364 |

### Auszeichnungen

#### Spielertrophäen
| Auszeichnung                                           | Spieler           | Team                |
| ------------------------------------------------------ | ----------------- | ------------------- |
| Stafford Smythe Memorial Trophy (Wertvollster Spieler) | Edgars Kulda      | Edmonton Oil Kings  |
| Ed Chynoweth Trophy (Bester Scorer)                    | Henrik Samuelsson | Edmonton Oil Kings  |
| George Parsons Trophy (Fairster Spieler)               | Curtis Lazar      | Edmonton Oil Kings  |
| Hap Emms Memorial Trophy (Bester Torhüter)             | Antoine Bibeau    | Foreurs de Val-d’Or |

#### All-Star-Team
| Angriff:      | Edgars Kulda – Kerby Rychel – Henrik Samuelsson |
| Verteidigung: | Cody Corbett – Matt Finn                        |
| Tor:          | Antoine Bibeau                                  |